# Jared Isaacman
Jared Taylor Isaacman (Westfield, New Jersey, 11 februari 1983) is een Amerikaans ondernemer, piloot, filantroop, en commercieel astronaut.
Isaacman is oprichter en CEO van Shift4, een betalingsverwerker voor webshops. Met dit bedrijf verdiende hij zijn miljarden-kapitaal.
Isaacman is daarnaast ook oprichter van Draken International, een bedrijf dat aan Aerobatics doet en gevechtstraining aanbiedt aan zowel US Air Force, Royal Air Force en andere NAVO-luchtmachten. Ook commerciële ruimtevaarders die met SpaceX de ruimte in gaan trainen in de vliegtuigen van Draken. Het bedrijf beheert de grootste commerciële straaljagersvloot van de wereld.
Na in 2021 in samenwerking met SpaceX ruimtevlucht Inspiration4 te hebben uitgevoerd zette hij eveneens samen met SpaceX het Polarisprogramma op. Einddoel hiervan is het uitvoeren de eerste bemande vlucht met een SpaceX Starship. Tijdens Crew Dragon-vlucht Polaris Dawn maakte Isaacman de eerste commerciële ruimtewandeling ooit. Een plan van Isaacman om tijdens de tweede Polarisvlucht de Hubble-ruimtetelescoop naar een stabiele baan terug te duwen en te repareren werd door NASA afgewezen.
Isaacman werd in december 2024 op voorspraak van Elon Musk door verkozen-president Donald Trump voorgesteld als administrator of NASA.  Op 31 mei 2025, kort voor de definitieve stemming van de senaat trok Trump zijn nominatie in.